# Émile Thollembeek
Émile Thollembeek (Denderwindeke, Ninove, 31 de gener de 1895 - Gant, 7 de juny de 1969) va ser un ciclista belga, professional entre 1921 i 1934.

## Palmarès
- 1923
  - 1r a la Grote Scheldeprijs
- 1926
  - 1r als Sis dies de Gant (amb César Debaets)
- 1932
  -  Campió de Bèlgica en Mig Fons